# Connomyia mali
Connomyia mali är en tvåvingeart som beskrevs av Jason Gilbert Hayden Londt 1993. Connomyia mali ingår i släktet Connomyia och familjen rovflugor.
Artens utbredningsområde är Mali. Inga underarter finns listade i Catalogue of Life.